# Institut français München

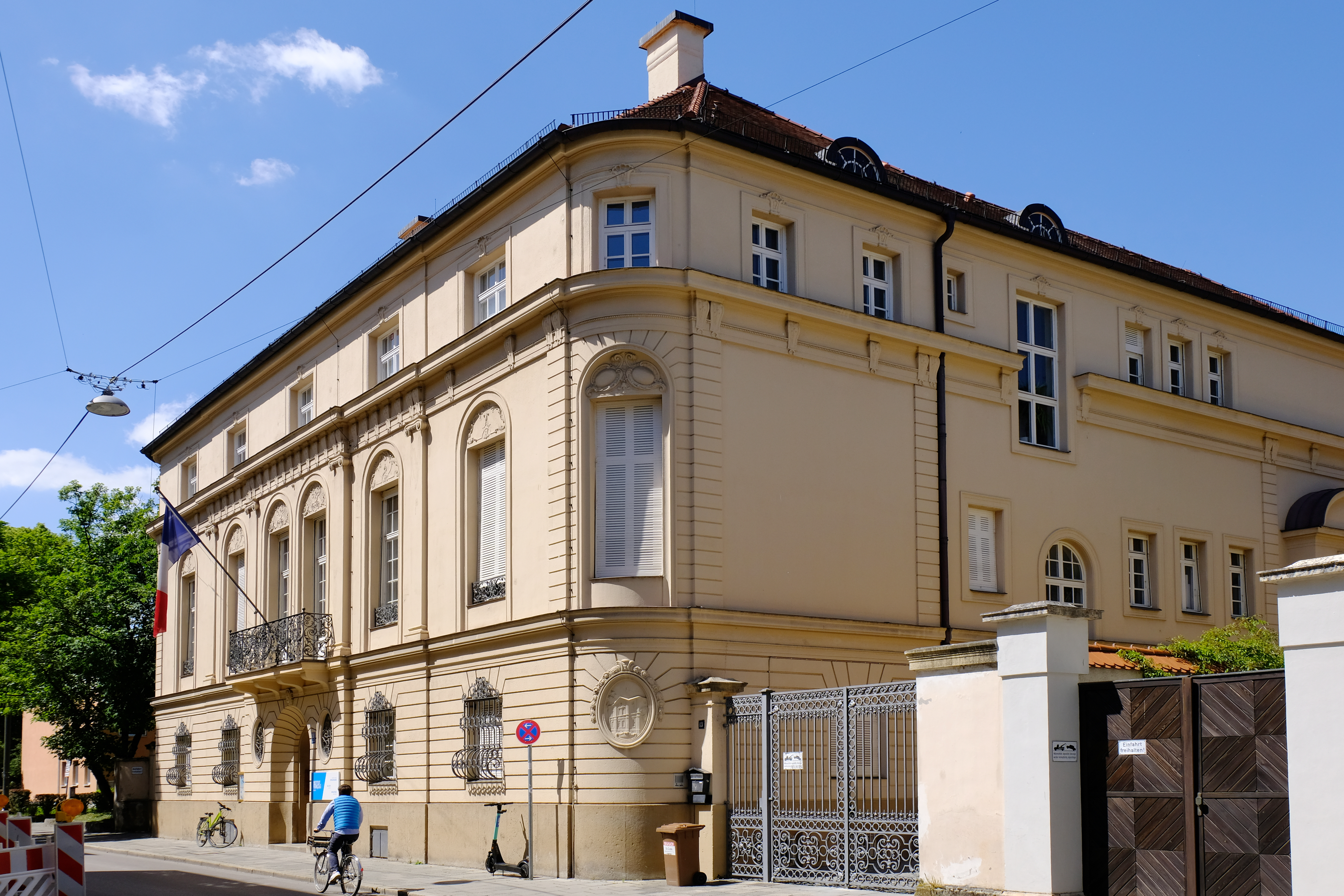
Das Institut français im ehemaligen Palais Seyssel d’Aix (2020)

Das Institut français de Munich ist die Niederlassung des französischen Kulturinstitutes in München, es befindet sich seit 1954 im ehemaligen Palais Seyssel d’Aix (Baujahr: 1856) in der Kaulbachstraße 13, nahe der Universität und dem Englischen Garten im Stadtteil Maxvorstadt.

## Angebote und Dienstleistungen
Das Institut bietet Lesungen, Konzerte, Ausstellungen und Konferenzen, die sich aktuellen Kulturtrends und gesellschaftlichen Debatten in Frankreich, dem Ideenaustausch und den deutsch-französischen Beziehungen im Allgemeinen widmen. Dabei informiert es auch über Frankreich und die frankophone Welt und stellt in einer Bibliothek mehr als 28.000 Bücher, audiovisuelle Medien und Zeitschriften zum Ausleihen bereit.
Außerdem bietet es über hundert Französisch-Sprachkurse an, die jährlich von mehreren tausend Teilnehmern besucht werden. Weitere Kurse des Instituts bereiten auf unterschiedliche Abschlüsse und Zertifikate der französischen Sprache vor, darunter die des DELF-DALF-Programms.
Das Institut français widmet sich auch der Vernetzung mit der Münchner und bayerischen Kulturszene sowie den lokalen gesellschaftlichen und politischen Akteuren, darunter vorrangig dem Freistaat Bayern und der Stadt München. So arbeitet das Institut zum Beispiel jährlich mit der bayerischen Staatskanzlei und dem französischen Generalkonsulat in München zusammen, um ein Seminar in Fischbachau zu organisieren, zu dem französische und französischsprachige Personen aus Kultur, Politik, Wissenschaft, Erziehung, Forschung und Wirtschaft eingeladen werden, um die deutsch-französischen Beziehungen zu diskutieren. Es besteht des Weiteren auch eine rege Zusammenarbeit mit bayerischen Schulen und Universitäten.